# 貢達姆省

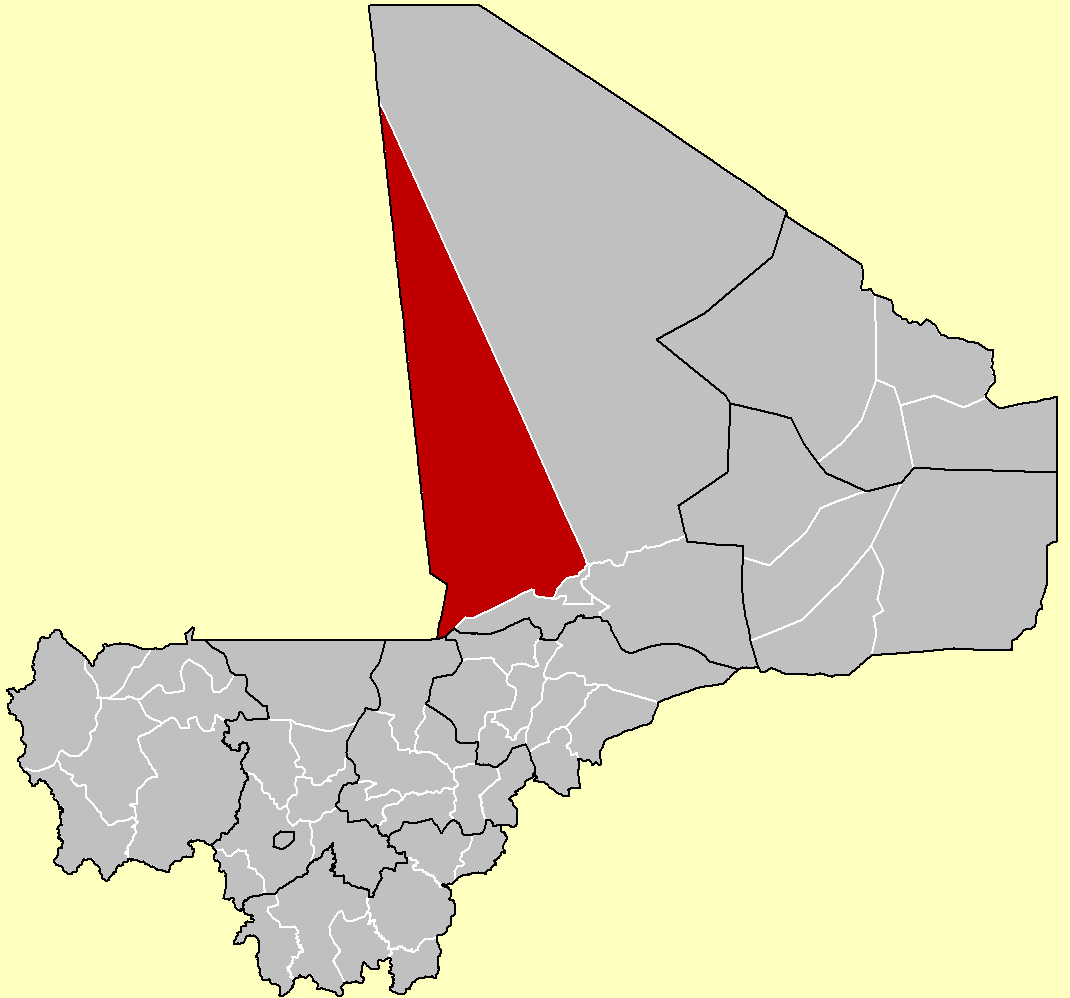

貢達姆省（法語：Cercle de Goundam），是馬里的省份，位於該國北部，由通布圖區負責管轄，首府設於貢達姆，面積92,688平方公里，2009年人口150,150，人口密度每平方公里1.6人。